# Smalley (Derbyshire)
Pour les articles homonymes, voir Smalley.
Smalley est une paroisse civile et un village du Derbyshire, en Angleterre.